# Sandisk
SanDisk és una empresa estatunidenca amb seu a Milpitas, Califòrnia, dedicada al desenvolupament i fabricació de dispositius d'emmagatzematge de memòria flaix, incloent targetes de memòria, llapis de memòria i discs durs. L'empresa comercialitza els seus productes a Europa, Àsia i Amèrica.
SanDisk va ser adquirida per Western Digital el 2016 per aproximadament $19.900. La transacció va estar subjecta a l'aprovació dels accionistes de SanDisk.

## Història
L'empresa va ser fundada el 1988 com a SunDisk per Eli Harari, Sanjay Mehrotra i Jack Yuan.
El 1991, va produir per a IBM la primera unitat d'estat sòlid (SSD) en format de disc dur de 2,5 polzades, aquest era de 20 MB de capacitat.
El 8 de novembre de 1995, SunDisk va canviar el seu nom a SanDisk per evitar confusions amb Sun Microsystems.

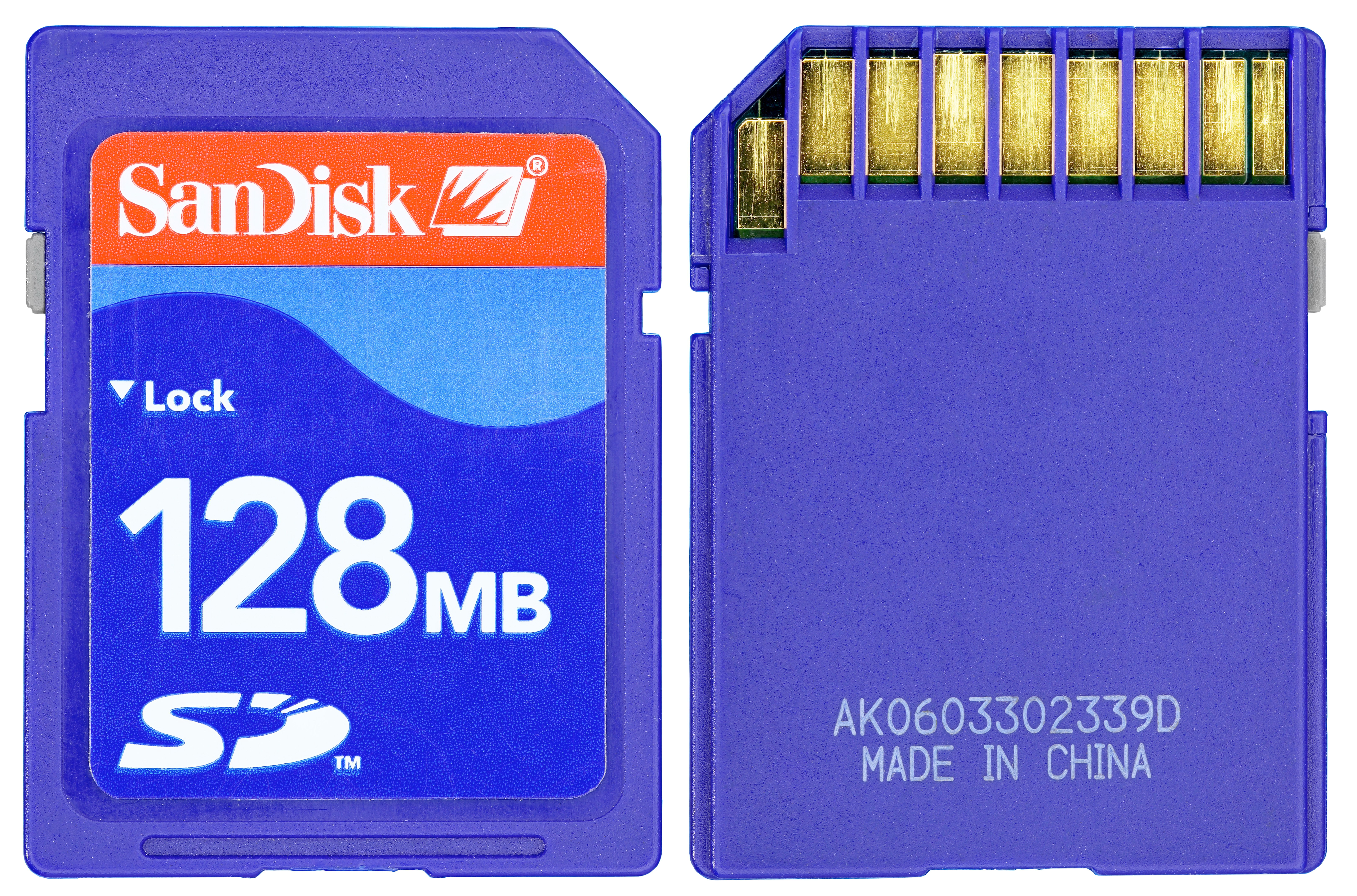
Targeta de memòria de 128 Mb

L'agost de 1999 SanDisk va participar juntament amb Panasonic i Toshiba en el desenvolupament del format de memòries SD (Secure Digital). L'any següent es va crear la SD Association, per unir forces amb altres empreses i difondre aquest format. Aquell mateix any, en el Consumer Electronics Show (CES) es van presentar les primeres targetes SD.

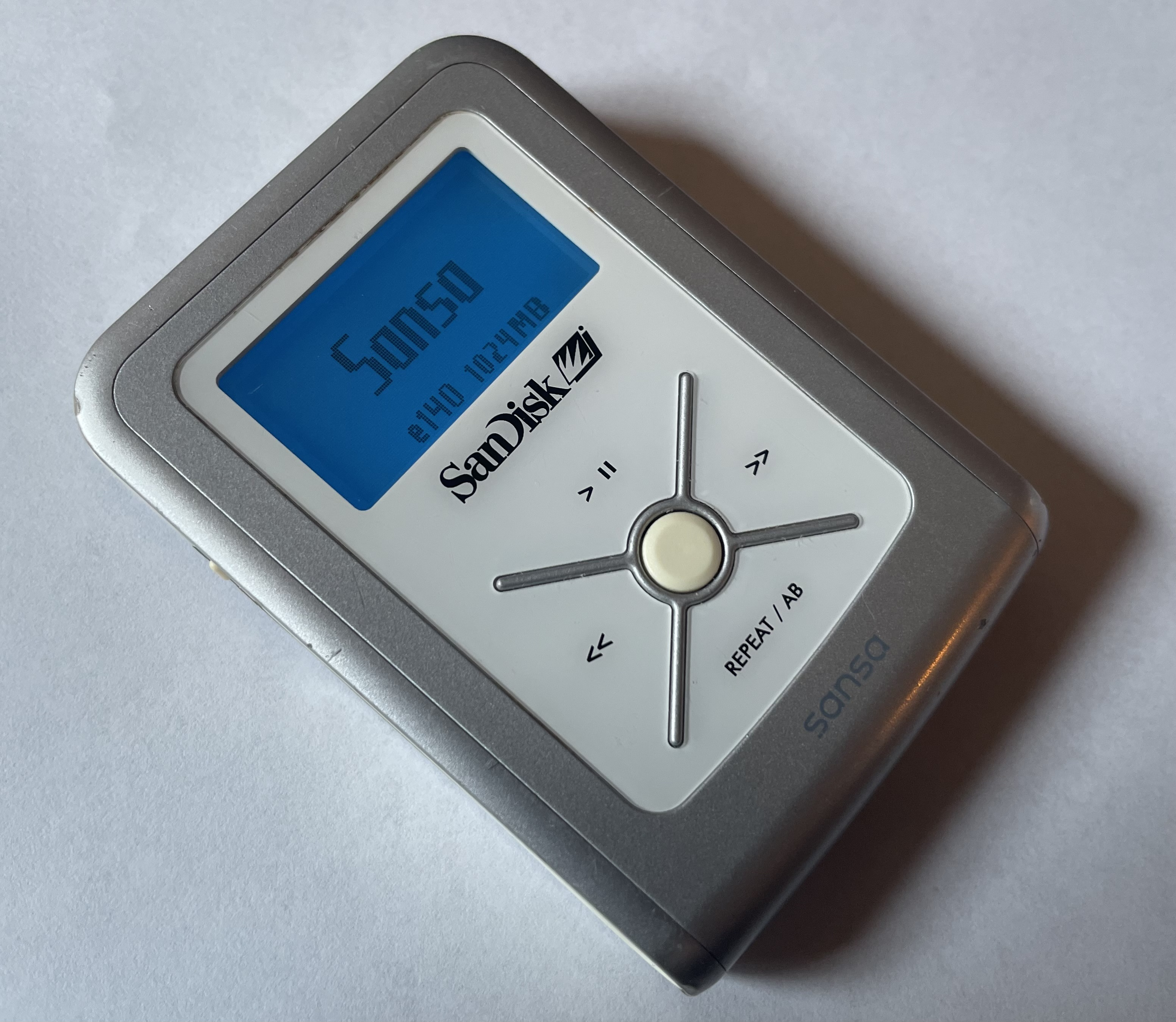
Reproductor d'àudio digital Sansa

El 2005, SanDisk va iniciar el seu recorregut en la fabricació de reproductors d'àudio digital, amb la seva gamma anomenada Sansa. L'any següent, després d'Apple, es va convertir en el segon fabricant més gran d'aquest tipus d'aparells.
L'octubre de 2005, SanDisk va adquirir Matrix Semiconductor. El juliol de 2006, va adquirir M-Systems. El maig de 2011, va adquirir Pliant Technology, un fabricant de SSD. El febrer de 2012, va adquirir FlashSoft. El juny de 2012, va adquirir Schooner Information Technology. El juliol de 2013, va adquirir SMART Storage Systems, un productor de SSD per al mercat empresarial. El juny de 2014, va adquirir Fusion-io, un productor de memòria flaix per a centres de dades empresarials.
El 2014, Harari, el cofundador de l'empresa, va guanyar la Medalla Nacional de Tecnologia i Innovació del president Barack Obama per les seves innovacions i contribucions a l'emmagatzematge de memòria flaix.
L'octubre de 2015, Western Digital va anunciar la seva intenció d'adquirir SanDisk per 19.000 milions de dòlars. L'adquisició es va completar el 12 de maig de 2016; la valoració es va reduir a 16.000 milions, després que la companyia xinesa Unisplendour es retirés d'un acord per adquirir una participació del 15% de WD.